# Eulophia sabulosa
Eulophia sabulosa är en orkidéart som beskrevs av Rudolf Schlechter. Eulophia sabulosa ingår i släktet Eulophia och familjen orkidéer. Inga underarter finns listade i Catalogue of Life.